# Rachispoda rhizophora
Rachispoda rhizophora är en tvåvingeart som beskrevs av Wheeler 1995. Rachispoda rhizophora ingår i släktet Rachispoda och familjen hoppflugor.
Artens utbredningsområde är Puerto Rico. Inga underarter finns listade i Catalogue of Life.